# أبزان
أبزان (بالفارسية: ابزان) هي قرية تقع في قسم هوديان الريفي (مقاطعة دلغان) في إيران. يقدر عدد سكانها بـ 65 نسمة بحسب إحصاء 2016.